# Erve
Erve (lombardul: Val d'Erv) település Olaszországban, Lombardia régióban, Lecco megyében. Lakosainak száma 674 fő (2023. január 1.). Erve Calolziocorte, Carenno, Lecco, Vercurago, Brumano és Sant'Omobono Terme községekkel határos.

## Népesség
A település lakossága az elmúlt években az alábbi módon változott:

| 2018 | 713 |
| 2023 | 674 |